# Val-d'Isère

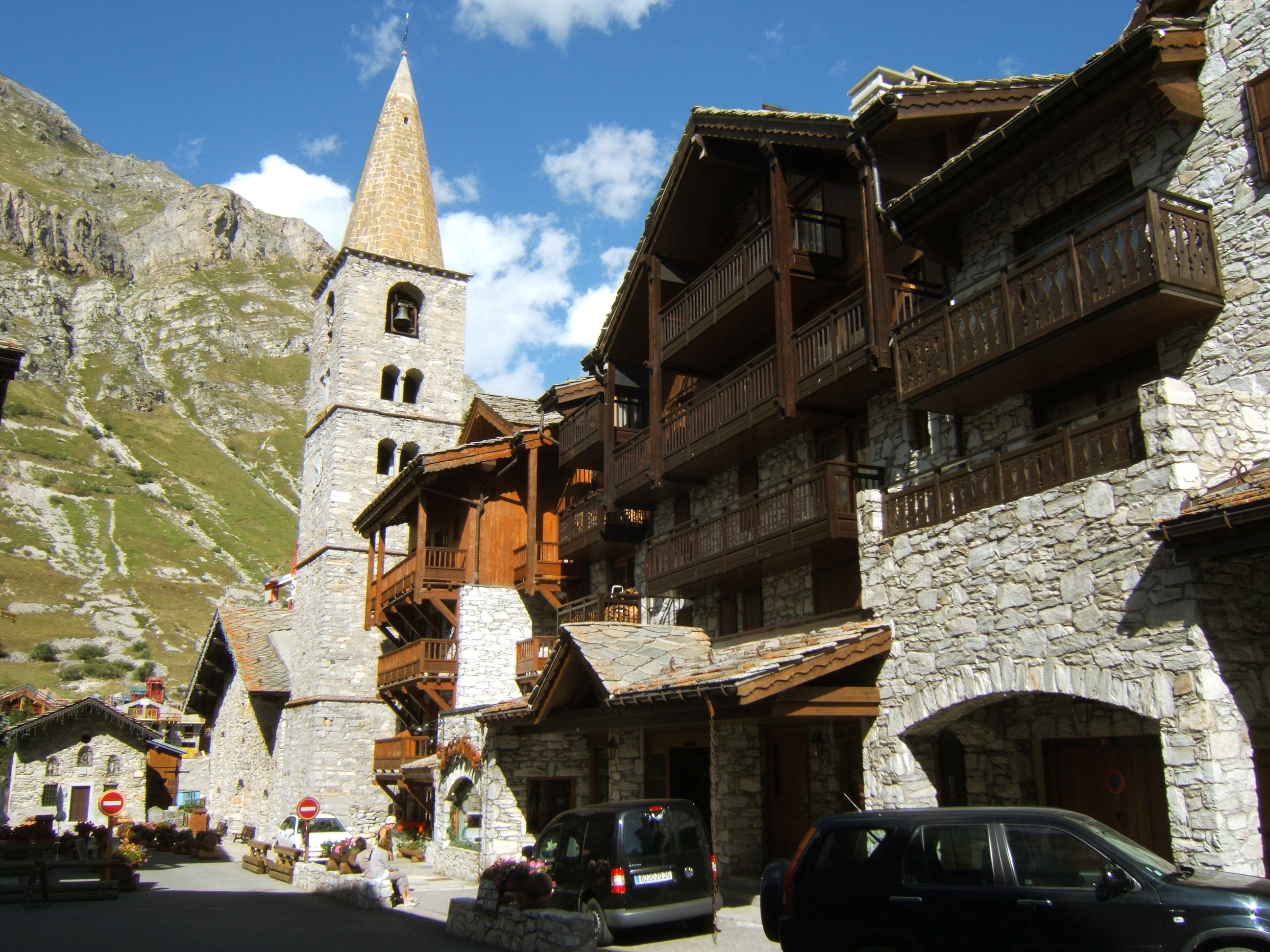
Gatan Charvet och kyrkan.

Val d’Isère är en kommun och skidort i Franska alperna i Tarentaisedalen i departementet Savoie. Kommunen har cirka 1 600 invånare (2022) och ligger på 1 850 meters höjd.
Skidområdet heter Espace Killy, efter den berömde franske utförsskidåkaren Jean-Claude Killy, som växte upp i byn Val d’Isère. Skidområdet Tignes ingår i Espace Killy.

## Sport
Störtloppet i vinter-OS 1992 anordnades här och alpina världscuptävlingar. Världsmästerskapen i alpin skidsport 2009 anordnades i Val d'Isère.

## Tarentaisedalen
I Tarentaiseområdet finns den största koncentrationen av berömda skidorter i världen. Grannsystemen är Paradiski (Les Arcs och La Plagne) samt Les Trois Vallées (Courchevel, Meribel och Val Thorens). Det har funnits planer att bygga ihop liftarna i dessa tre system till ett som skulle bli världens i särklass största men har omöjliggjorts då delar av Tarantaise nu är naturskyddsområden (Parc National de la Vanoise).

## Befolkningsutveckling
Antalet invånare i kommunen Val-d'Isère
| Referens: INSEE |